# Matthew Garrett
Matthew Garrett, né à Galway (Irlande), est un programmeur principalement connu pour son implication dans le mouvement du logiciel libre. Il est notamment un contributeur majeur du noyau Linux, de GNOME, et des distributions Debian, Ubuntu et Red Hat. Il a reçu en 2013 le prix du logiciel libre pour son travail sur Secure Boot, UEFI, et le noyau Linux.

## Biographie
Garrett affirme qu'il est né à Galway en Irlande,, et est titulaire d'un doctorat en génétique de l'université de Cambridge. Il est l'auteur de plusieurs articles sur la génétique de la Drosophila melanogaster (couramment nommé mouche du vinaigre),,.
Garrett a été un contributeur des projets GNOME et Debian,, a été l'un des premiers à participer au développement d'Ubuntu, a été un des membres initiaux du conseil technique d'Ubuntu et a travaillé chez Canonical Ltd. et Red Hat. Dans ces deux entreprises, il a notamment travaillé sur l’amélioration du power management au sein de Linux. Chez Red Hat, il a aussi œuvré à la résolution des problèmes d'intégration autour des systèmes Secure Boot et UEFI avec le noyau Linux, pour préserver la capacité des utilisateurs d'utiliser le système d'exploitation de leur choix sur des équipements informatiques implémentant Secure Boot. Ce travail a été l'une des raisons pour laquelle la Free Software Foundation lui a décerné le prix du logiciel libre 2013.
Garrett travaille actuellement chez CoreOS, une entreprise de Cloud computing.

## Engagement
Garrett est un ardent défenseur des logiciels libres et du respect de la Licence publique générale GNU (GPL) dans le noyau Linux. Il a notamment déposé une plainte auprès de la United States Customs Service contre Fusion Garage (en) en raison d'une violation de leur part de la GPL,.
En octobre 2014, Garrett a déclaré sur son blog qu'il ne contribuera plus aux changements du noyau Linux en lien avec du matériel d'Intel, à la suite d'une de leurs campagnes publicitaires sur Gamasutra durant la controverse du Gamergate.